# Ustrój polityczny Wielkiej Brytanii
Ustrojem politycznym Zjednoczonego Królestwa Wielkiej Brytanii i Irlandii Północnej jest monarchia parlamentarna, w ramach której funkcjonuje system gabinetowo-parlamentarny. Pod względem terytorialnym Wielka Brytania jest unią realną poszczególnych części składowych. Formalnie jest to państwo unitarne o silnym stopniu decentralizacji. Podstawy systemu prawnego stanowią konwenanse konstytucyjne, ustawy ustrojowe, prawo zwyczajowe, zasady ustrojowe oraz krajowe prawo stanowione, a także (w latach 1973-2020) prawo Unii Europejskiej.
Do najważniejszych organów państwa zalicza się monarchę, dwuizbowy Parlament i Gabinet wraz z Premierem. Dla ustroju charakterystyczny jest również system dwupartyjny i związane z nim funkcjonowanie gabinetu cieni.

## Historia
Obecny system polityczny Zjednoczonego Królestwa jest wynikiem wielowiekowej ewolucji ustroju. W badaniach politologicznych stosuje się jego następującą periodyzację:
- okres kształtowania się reprezentacji narodowej – XII – XVI wiek;
- walka parlamentu z monarchią i kształtowanie się podstaw parlamentaryzmu – XVII – XVIII wiek;
- umacnianie się modelu parlamentarno-gabinetowego – XIX wiek;
- dominacja egzekutywy nad legislatywą – XX wiek.

### XII-XVI wiek
W XII wieku, pod koniec panowania dynastii normandzkiej mniej ważnym ośrodkiem życia publicznego staje się pałac królewski (łac. 'Curia Regis) oraz zgromadzenie wasali, które odbywać się mogło w następujących formach:
- Rada Zwykła (łac. Concilium Ordinarium) – zgromadzenie najbliższych doradców Korony;
- Wielka Rada (łac. Magnum Concilium) – zgromadzenie króla i baronów, a od 1215 także arcybiskupów, opatów, baronów i hrabiów[5].

Z czasem zgromadzenie uległo rozszerzeniu o kolejne grupy – reprezentantów rycerstwa oraz miast i miasteczek. Za panowania Henryka III wobec rady królewskiej w najszerszym gronie po raz pierwszy użyto określenia parlament (łac. parlamentum). Zakres jej uprawnień obejmował kwestie ustawodawcze, administracyjne, finansowe oraz sądownicze. W 1215 roku Parlament doprowadził do uchwalenia Wielkiej Karty Swobód (łac. Magna Charta Libertatum), czyli przywileju m.in. ograniczającego prawa monarchy w zakresie nakładania podatków oraz dającego feudałom prawo do oporu wobec króla.
W wieku XII dokonał się już wyraźny podział Parlamentu na dwie odrębne izby – Izbę Gmin i Izbę Lordów. Na początku XIV stulecia ukształtowała się zasada, według której ważność każdej nowej ustawy zależała od zgody króla, lordów i gmin. W wieku kolejnym parlament sam zaczął redagować ustawy jedynie przedstawiając je do podpisu królewskiego. W tym czasie wykształciły się również nowe organy sądowe, przez co funkcje sądownicze Izby Gmin zostały zredukowane. Z kolei zwiększyła ona swe uprawnienia w kwestiach finansowych. W roku 1377 ukształtowała się procedura impeachmentu, przyznająca Izbie Gmin prawo skargi do Izby Lordów przeciwko doradcom królewskim oskarżanym o nadużycia władzy.

### XIX wiek
Monarchia parlamentarna jest to forma ustroju politycznego, w którym głową państwa jest monarcha, który współdzieli władzę z parlamentem. Arystokracja i kościół anglikański popierali króla, natomiast mieszczaństwo i nowa szlachta byli przeciwni rządom monarchy.

### XX wiek i czasy współczesne
W 1911 r. uchwalono Parliament Act, który ostatecznie oddał niemal całą władzę ustawodawczą oraz prawo do powoływania i usuwania rządu Izbie Gmin, pozostawiając Izbie Lordów tylko prawo do rocznego weta ustaw i część funkcji kontrolnych oraz sądowniczych. Po dojściu do władzy Tony’ego Blaira rząd, zgodnie z obietnicami wyborczymi, dążył do zmian w Izbie Lordów. Uchwalono wówczas House of Lords Act z roku 1999, który o niemal połowę zmniejszył liczbę lordów dziedzicznych.

## Konstytucja
Specyficzną cechą ustroju Wielkiej Brytanii jest brak konstytucji w znaczeniu formalnym (konstytucji spisanej). Zamiast tego, o ustroju państwa informuje konstytucja w sensie materialnym, tzn. ogół norm i zasad dotyczących wykonywania władzy.
Prawo konstytucyjne Wielkiej Brytanii wywodzi się z pięciu źródeł:
- prawo stanowione
- prawo precedensowe
- konwenanse konstytucyjne
- dzieła, traktaty i podręczniki prawnicze
- prawa i traktaty Unii Europejskiej (w latach, kiedy Wielka Brytania była państwem członkowskim UE).

Najważniejsze akty konstytucyjne Wielkiej Brytanii:
- Magna Carta Libertatum
- Petition of Rights z 1628
- Deklaracja praw
- Habeas Corpus Act
- Act of Settlement
- Akt Unii z 1707
- Statut Westminsterski
- Human Rights Act(inne języki) z 1998.

## Monarcha
Zjednoczone Królestwo jest monarchią dziedziczną. Teoretycznie w rękach królewskich spoczywa pełnia władzy ustawodawczej i wykonawczej. Należy jednak pamiętać, że zgodnie z uznaną maksymą król panuje, ale nie rządzi („rex regnat, sed non gubernat”), władza ta została ograniczona na rzecz Parlamentu, Premiera i Gabinetu. Mimo tych ograniczeń Panujący nadal posiada dość znaczne uprawnienia, z których korzysta co do zasady wyłącznie na wniosek Premiera. Należą do nich:
- zwierzchnictwo i naczelne dowództwo nad siłami zbrojnymi;
- prawo wypowiadania wojny i zawierania pokoju;
- zwoływanie i rozwiązywanie Parlamentu, zwoływanie go na sesje i zamykanie ich;
- zatwierdzanie ustaw (teoretycznie możliwe jest ich zawetowanie, jednak uprawnienie to nie jest używane od kilku stuleci; ostatni raz monarcha użył tej prerogatywy na początku XVIII wieku);
- prawo łaski;
- mianowanie oficerów wojskowych;
- mianowanie wszystkich wyższych urzędników państwowych (w tym Premiera i członków rządu);
- wydawanie paszportów;
- przyjmowanie zagranicznych dyplomatów oraz mianowanie brytyjskich ambasadorów w innych krajach.

Jeśli monarcha uzna, że dobro państwa tego wymaga, może wykonywać swoje uprawnienia w pełni samodzielnie (ang. Reserve powers).

## Parlament

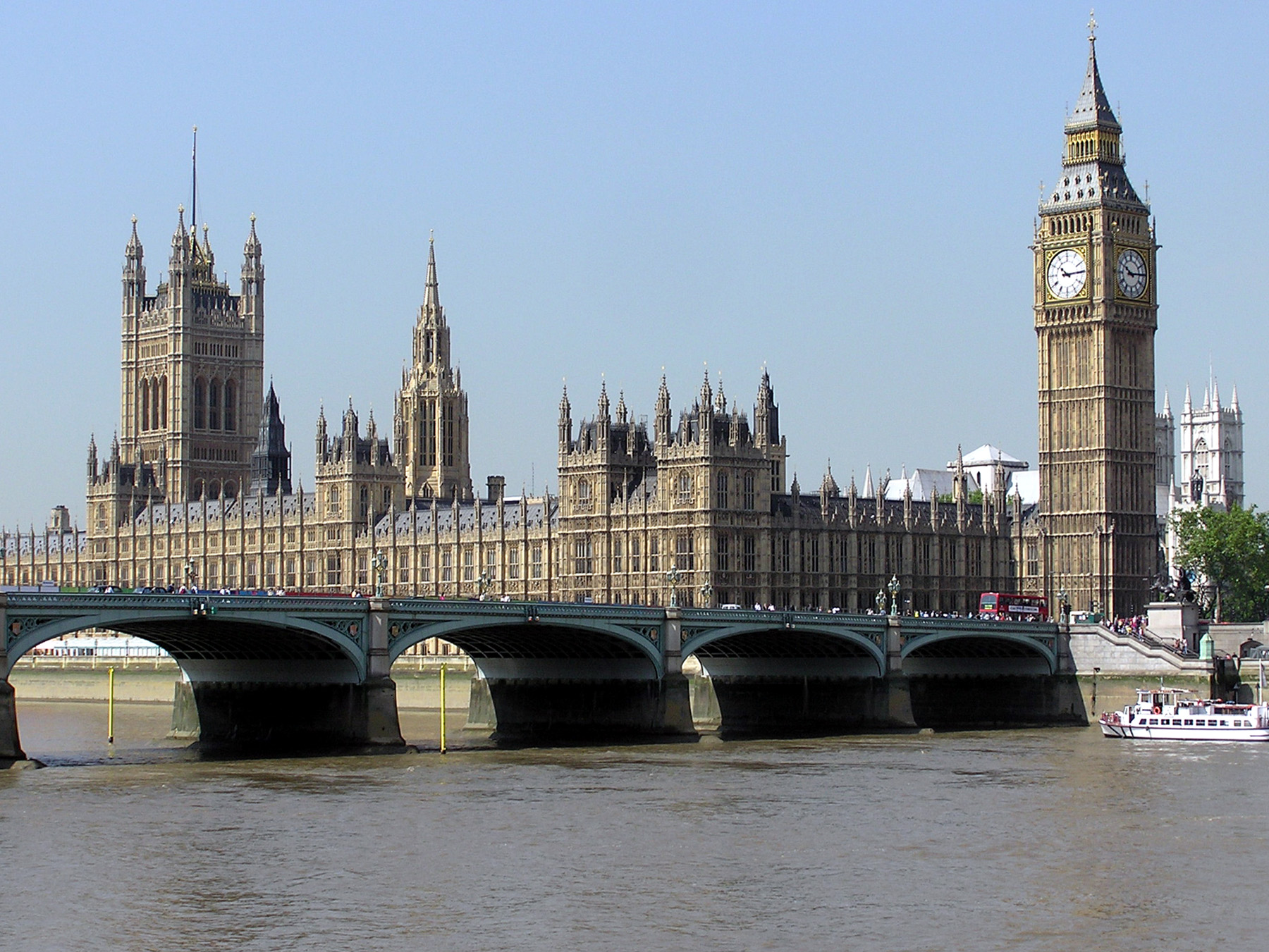
Westminster, siedziba parlamentu brytyjskiego

Parlament brytyjski składa się z trzech członów: z Izby Gmin (izba niższa), Izby Lordów (izba wyższa) oraz z monarchy.
Skład liczbowy Izby Gmin jest zmienny, uzależniony od liczby jednomandatowych okręgów wyborczych. Obecnie Izba gmin liczy 650 członków. Czynne prawo wyborcze przysługuje od 18 lat, a bierne prawo wyborcze przysługuje obywatelom, którzy ukończyli 18 lat.
Pierwotnie okres pełnomocnictw (nie kadencji) mógł trwać maksymalnie pięć lat a monarcha posiadał prawo rozwiązania Parlamentu w dowolnym momencie. W latach 2011–2022 obowiązywała ustawa o stałej kadencji Parlamentu, która ustaliła czas trwania kadencji na 5 lat i zakazała (poza wyraźnie określonymi przypadkami) rozwiązywania go przed końcem kadencji. W marcu 2022 Parlament uchwalił ustawę przywracającą prerogatywy królewskie do stanu sprzed roku 2011.
Izba Lordów składa się z dziedzicznych i dożywotnich lordów, z lordów duchownych. W 2012 roku prawo zasiadania w Izbie miało 782 członków z tego 667 lordów dożywotnich, 25 lordów duchownych (biskupów anglikańskich) i 90 lordów dziedzicznych.
W gestii parlamentu leży:
- Władza ustawodawcza. Teoretycznie wszystkie trzy człony parlamentu muszą zgodzić się na wprowadzenie nowego prawa; przy czym udział króla w pracach parlamentu dawno już wyszedł z użycia, natomiast Izba Lordów posiada jedynie prawo weta zawieszającego, które w dodatku nie ma zastosowania przy uchwalaniu budżetu.
- Nadzór nad pracą rządu. Izba Gmin oraz Izba Lordów nadzorują prace rządu poprzez system debat, interpelacji oraz powoływanie specjalnych komisji. Dzięki tym procedurom, gabinet jest zmuszony do udzielania społeczeństwu wyjaśnień na temat prowadzonej polityki.
- Kontrola finansów państwa. Ustalanie podatków oraz stanowienie budżetu należy do obowiązków Izby Gmin.
- Obrona praw jednostki. Każdy obywatel, który czuje, że został potraktowany niesprawiedliwie może zwrócić się o pomoc do swojego przedstawiciela w Izbie Gmin, który – o ile uzna to za wskazane – powinien zbadać sprawę i pomóc w rozwiązaniu problemu.
- Dyskusja nad aktualnymi problemami. Obydwie izby Parlamentu debatują nad kwestiami o istotnym znaczeniu dla społeczeństwa brytyjskiego oraz nad ważnymi wydarzeniami międzynarodowymi. Tematyka tego rodzaju debat nie jest niczym ograniczona.

Ponadto do 2020 r. parlament zajmował się wdrażaniem dyrektyw Unii Europejskiej. W obydwu Izbach działały specjalne komisje, których zadaniem było dokładne badanie unijnych dyrektyw przed wprowadzeniem ich jako praw. Parlament wprowadzał również niezbędne zmiany w przepisach prawnych dostosowując je do wymogów prawa europejskiego.
Do 1911 roku obydwie izby parlamentu były równoprawne. Obecnie Izba Lordów pełni przede wszystkim funkcję doradczą, zgłaszając poprawki do ustaw opracowywanych w Izbie Gmin. Ponadto Izba Lordów pełniła funkcję sądu apelacyjnego najwyższej instancji. Władza ta była wykonywana przez dziewięciu powoływanych w tym celu lordów sądowych (lordów prawa). W 2009 r. powołano Sąd Najwyższy.
W końcu XX stulecia powołano do życia oddzielne parlamenty/zgromadzenia narodowe Szkocji (129 deputowanych), Walii (60 deputowanych) i Irlandii Północnej (108 deputowanych), a od 2017 roku 90 deputowanych.

## Rząd i gabinet
Specyficzną cechą ustroju jest rozróżnienie pomiędzy rządem a gabinetem. Rządem nazywa się ogół ministrów powoływanych przez premiera lub monarchę; ich liczba sięga stu osób. Gabinet to znacznie węższy (21), właściwy organ rządowy, który zbiera się na wspólnych posiedzeniach.
Po ogłoszeniu wyników wyborów do Izby Gmin monarcha powierza liderowi zwycięskiej partii stanowisko premiera (prime minister – pierwszy minister) oraz misję sformowania rządu. Premier musi być członkiem Izby Lordów lub Izby Gmin. Lider najsilniejszej w parlamencie partii opozycyjnej obejmuje stanowisko Lidera Opozycji Jego Królewskiej Mości. Otrzymuje przy tym służbową pensję w wysokości trzech piątych pensji premiera. Partia opozycyjna powołuje własny rząd z pełną obsadą ministerialną (tak zwany gabinet cieni), dzięki czemu jest w każdej chwili gotowa by przejąć władzę. Ponadto członkowie gabinetu cieni mają rywalizować w trakcie debat parlamentarnych ze swoimi rządowymi odpowiednikami.
Skład oraz strukturę gabinetu oraz liczbę ministerstw i zakres ich obowiązków ustala premier. Liczba członków gabinetu nie jest limitowana prawnie. Odpowiednia ustawa z 1975 r. reguluje jedynie liczbę opłacanych z budżetu państwa Sekretarzy Stanu (może być ich maksymalnie dwudziestu jeden). Od czasów Roberta Walpole’a obowiązuje zasada, wedle której wszyscy członkowie gabinetu powinni być członkami parlamentu. Większość stanowisk obejmują zazwyczaj członkowie Izby Gmin, ale kilka z nich przysługuje zawsze przedstawicielom Izby Lordów: chcąc włączyć do gabinetu osobę, która nie jest członkiem Izby Gmin, premier oferuje jej członkostwo w Izbie Lordów.
Rząd dzieli się na senior ministers (ministrowie właściwi lub ministrowie Korony), kierujących pracą poszczególnych resortów, oraz podporządkowanych im junior ministers (ministrowie młodsi), zadaniem których jest przede wszystkim zapewnianie łączności pomiędzy rządem a Izbą Gmin. Rząd w całości ponosi solidarną odpowiedzialność polityczną przed Izbą Gmin.

## System sądowniczy
Struktura sądownictwa w Wielkiej Brytanii jest względnie prosta. Najniższy szczebel stanowią sądy pokoju, w których orzekają (bezpłatnie) niezawodowi sędziowie pokoju. Kadra sędziów zawodowych jest bardzo nieliczna, a większość spraw sądowych załatwiana jest w sądach pokoju. Wyższą instancję stanowią sądy hrabstw (county courts). Sądem Najwyższym jest Supreme Court of the United Kingdom w Londynie. W sądownictwie brytyjskim nie funkcjonuje instytucja sądów administracyjnych – ich funkcję pełnią sądy hrabstw i sądy pokoju.

## Ustrój terytorialny